# Eduard Wagner (entomolog)
Eduard Wagner (ur. 20 czerwca 1896 w Hamburgu, zm. 11 września 1978 tamże) – niemiecki entomolog, specjalizujący się w hemipterologii.
Eduard Wagner urodził się 20 czerwca 1896 roku w Hamburgu. Jego ojcem był hymenopterolog Andreas Christian Wilhelm Wagner, a jego wujem ze strony matki dipterolog Otto Kröber. Od młodości on i jego brat Wilhelm interesowali się pluskwiakami, przy czym Wilhelm wyspecjalizował się w piewikach, a Eduard w pluskwiakach różnoskrzydłych. W 1915 roku Eduard ukończył seminarium nauczycielskie w Hamburgu i podjął pracę w szkolnictwie. Od 1937 roku nauczał również w hamburskiej Hochschule für Lehrerbildung. W tym też roku zaczął publikować artykuły naukowe. W roku szkolnym 1946/1947 odbył kurs dla nauczycieli szkół podstawowych. W latach 1954–1960 był dyrektorem szkoły podstawowej w Hummelsbüttel.
Eduard Wagner jest autorem ponad 530 publikacji naukowych oraz 116 krótkich doniesień. Skupiają się one na pluskwiakach różnoskrzydłych Europy i krajów śródziemnomorskich, w szczególności na rodzinie tasznikowatych. Jako jego najważniejsze prace wymienia się wydawane w częściach Die Tierwelt Deutschlands oraz Die Miridae des Mittelmeerraumes. Łącznie Wagner opisał 697 nowych dla nauki taksonów rangi gatunkowej oraz 92 nowe taksony rangi wyższej.
W 1966 roku nagrodzony został przez Wydział Matematyki i Nauk Przyrodniczych Uniwersytetu Hamburskiego doktoratem honoris causa. W 1975 roku Deutsche Entomologische Gesellschaft uhonorowało go Medalem Fabrycjusza.